# Gustav von Bergmann
Franz August Richard Gustav von Bergmann (* 24. Dezember 1878 in Würzburg; † 16. September 1955 in München) war ein deutscher Mediziner (Internist). Er war Professor der Inneren Medizin in Berlin und München. Als Prodekan an der Berliner Charité 1933 setzte er diskussionslos in der Fakultät um, dass alle Juden entlassen wurden. 1942 wurde er von Adolf Hitler zum Mitglied des Wissenschaftlichen Senats des Heeressanitätswesens ernannt und 1944 Beirat von Karl Brandt.
Von 1946 bis 1953 lehrte er an der Universitätsklinik München und bis 1953 war er Direktor der II. Medizinischen Klinik.
Gustav von Bergmann schuf mit seiner „Funktionellen Pathologie“ die Grundlagen der Psychosomatik.

## Kindheit und Ausbildung
Gustav von Bergmann entstammte einer baltischen Familie und war der Sohn des Chirurgen Ernst von Bergmann (1836–1907) und dessen zweiter Ehefrau Pauline Asbrand genannt von Porbeck (1842–1917), einer Tochter des badischen Oberamtmanns August von Asbrand-Porbeck.
Bergmann studierte in Berlin, München, Bonn und Straßburg, wo er 1903 promoviert wurde, Medizin. Er wurde im Wintersemester 1898/99 Mitglied im Bonner Kreis. 1906 arbeitete er bei Paul Ehrlich in Frankfurt am Main. Im selben Jahr war er dort auch bei den Serologen Hans Sachs und in Paris bei Fernand Widal. Bis 1912 arbeitete er anschließend in der II. Medizinischen Klinik in Berlin unter Friedrich Kraus (1858–1936), bei dem er sich 1908 habilitierte.

## Karriere
1916 wurde von Bergmann Ordinarius für Innere Medizin in Marburg. Er stand 1917 Emil von Behring während seiner letzten Nacht vor seinem Tod bei. 1920 wurde er Ordinarius für Innere Medizin in Frankfurt am Main; ab 1927 war er Professor an der Charité in Berlin. Im Jahr 1932 wurde er zum Mitglied der Gelehrtenakademie Leopoldina gewählt.
Als Prodekan an der Berliner Charité 1933 setzte von Bergmann „diskussionslos in der Fakultät um, dass 1933 alle Juden entlassen wurden.“ 1939 wirkte er am DFG-Forschungsprojekt Untersuchungen über die Möglichkeiten der Leistungssteigerung bei körperlicher Arbeit unter Sauerstoffmangel mit. 1942 wurde er von Adolf Hitler zum Mitglied des Wissenschaftlichen Senats des Heeressanitätswesens ernannt. Daneben gehörte dem Beirat der Deutschen Gesellschaft für Konstitutionsforschung an. 1944 wurde er Beirat von Karl Brandt, dem Koordinator der medizinischen Forschung und Leiter des Gesundheitswesens, der in der Nachkriegszeit im Nürnberger Ärzteprozess als Hauptschuldiger zum Tode verurteilt wurde.
Von 1946 bis 1953 lehrte Gustav von Bergmann in München. Er war bis 1953 Direktor der II. Medizinischen Universitätsklinik München. 1950 war er Vorsitzender der Gesellschaft Deutscher Naturforscher und Ärzte.
Bergmann forschte vor allem zum Magengeschwür (peptisches Ulcus), Bluthochdruck (Hypertonus) und vegetativen Nervensystem. Er begründete 1913 die Lehre vom neurogenen Ulcus.
Mit verschiedenen Kollegen gab Bergmann von 1925 bis 1932 das monumentale, in 25 Einzelbänden erschienene, formal 18-bändige Handbuch der normalen und pathologischen Physiologie heraus sowie gleichzeitig die zweite Auflage des elfbändigen Handbuchs der inneren Medizin (1925–1931), das unter seiner Federführung in der dritten Auflage auf 16 Bände anwuchs und in der vierten nach dem Zweiten Weltkrieg auf 18 Bände.
Als Professor der Inneren Medizin in Marburg, Frankfurt, Berlin und München gab von Bergmann weit über sein Fachgebiet hinaus dem medizinischen Denken neue Impulse, indem er mit seiner „Funktionellen Pathologie“ die Grundlagen der Psychosomatik schuf. Die „Funktionelle Pathologie“ beruht auf der psychosomatisch-ganzheitlichen Vorstellung, dass am Beginn einer Krankheit nicht die lädierte Struktur stehe, sondern die gestörte Funktion.

## Privatleben und Tod
Bergmann heiratete in erster Ehe am 26. Juli 1904 in Bonn Auguste Verwer (* 26. März 1882 in Bendorf am Rhein; † 8. Mai 1923 in Frankfurt am Main), die Tochter des Fabrikdirektors Friedrich Verwer und der Auguste Wippermann. Zweiter Sohn aus dieser Ehe war der Mitbegründer und langjährige Kurator der FU Berlin Friedrich (Fritz) von Bergmann (1907–1982).
In zweiter Ehe heiratete er am 28. Juni 1924 in Frankfurt (Main) Emilia Simokat (* 22. August 1885 in Bonn; † 27. Januar 1972 in Düsseldorf). Emilia Simokat war Krankenpflegerin und unterrichtete gemeinsam mit Gustav von Bergmann in Säuglingspflegekursen.

## Rezeption
Gustav von Bergmann gilt als einer der Väter der psychosomatischen Medizin. Als seinen bedeutendsten Schüler sah Bergmann selbst Gerhardt Katsch, einen der Mitbegründer der Diabetologie in Deutschland.
Sein Konzept der funktionellen Pathologie fand u. a. Nachhall in den von Paul Vogler formulierten Grundfunktionen.

## Ehrungen
- 1932: Mitgliedschaft in der Deutschen Akademie der Naturforscher Leopoldina in Halle[8]
- 1943: Verleihung der Goethe-Medaille für Kunst und Wissenschaft mit Urkunde des Führers zu seinem 65. Geburtstag
- 1953: Großes Verdienstkreuz der Bundesrepublik Deutschland
- Zwischen 1994 und 2010 vergab die Deutsche Gesellschaft für Innere Medizin (DGIM) die Gustav-von-Bergmann-Medaille als ihre höchste Auszeichnung. Sie wurde 2013 auf Grund seiner Nazi-Vergangenheit durch die Leopold-Lichtwitz-Medaille ersetzt.

## Schriften
- 1922 Seele und Körper in der inneren Medizin. Frankfurt am Main
- 1932 Funktionelle Pathologie. Springer, Berlin; 2. Auflage 1936
- 1947 Neues Denken in der Medizin. Piper, München
- als Hrsg. mit Walter Frey und Herbert Schwiegk: Leo Mohr, Rudolf Staehelin (Begründer): Handbuch der inneren Medizin. (Springer, Berlin 1951) 4. Auflage. Band I,1 – IX,3. Berlin / Göttingen / Heidelberg 1952–1960.
- 1953 Rückschau. Geschehen und Erleben auf meiner Lebensbühne. Die Memoiren des großen Arztes. Kindler und Schiermeyer, München